# Jean Robert Yelou
Jean Robert Yelou (Vanuatu, 25. rujna 1983.) je vanuatski umirovljeni nogometaš i nacionalni reprezentativac koji je igrao na poziciji veznog.
Nakon karijere u Tafeji, Yelou od 2007. postaje igrač Amicaleja.